# Ulricehamns Sparbank

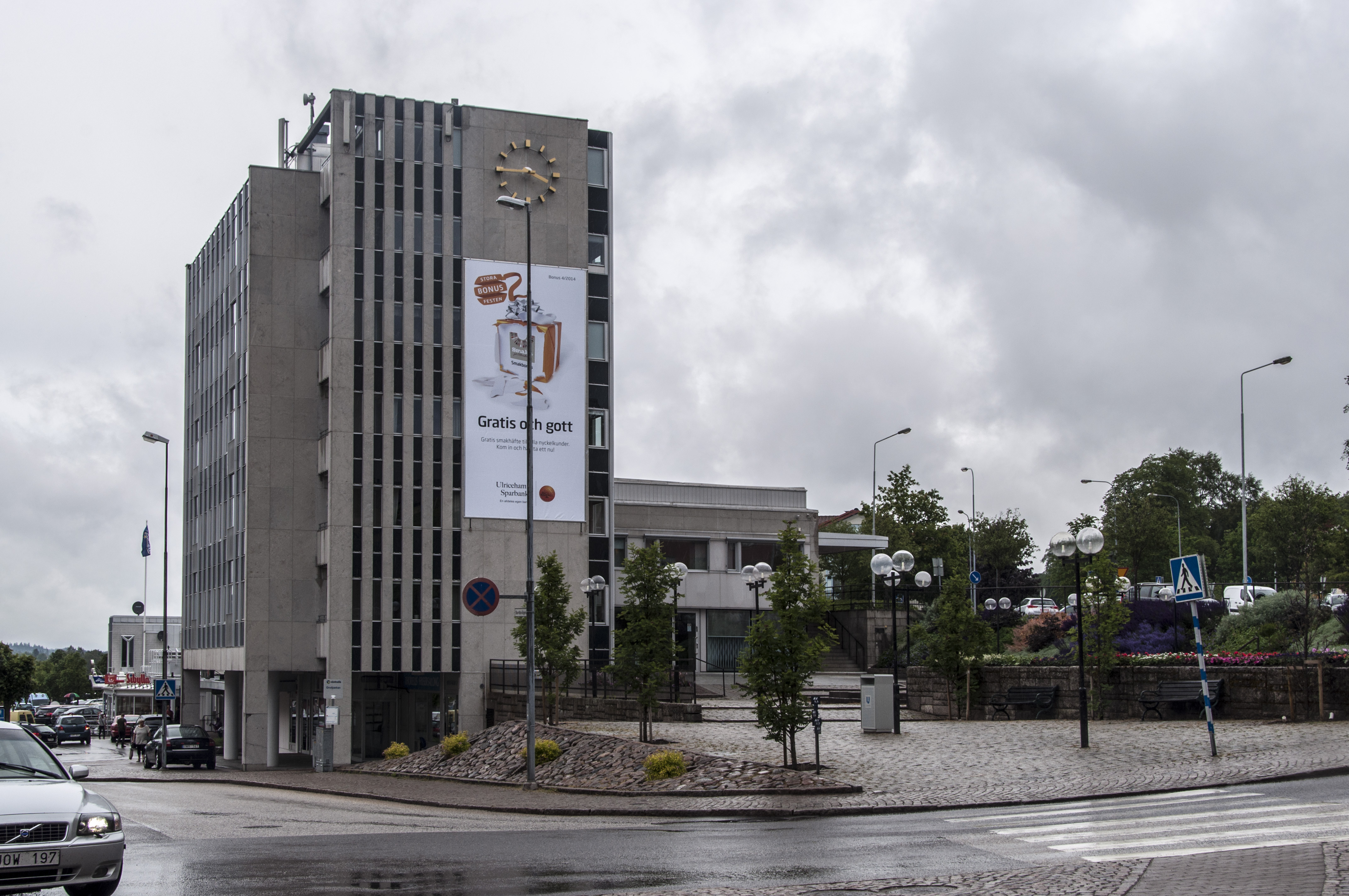
Ulricehamns sparbank

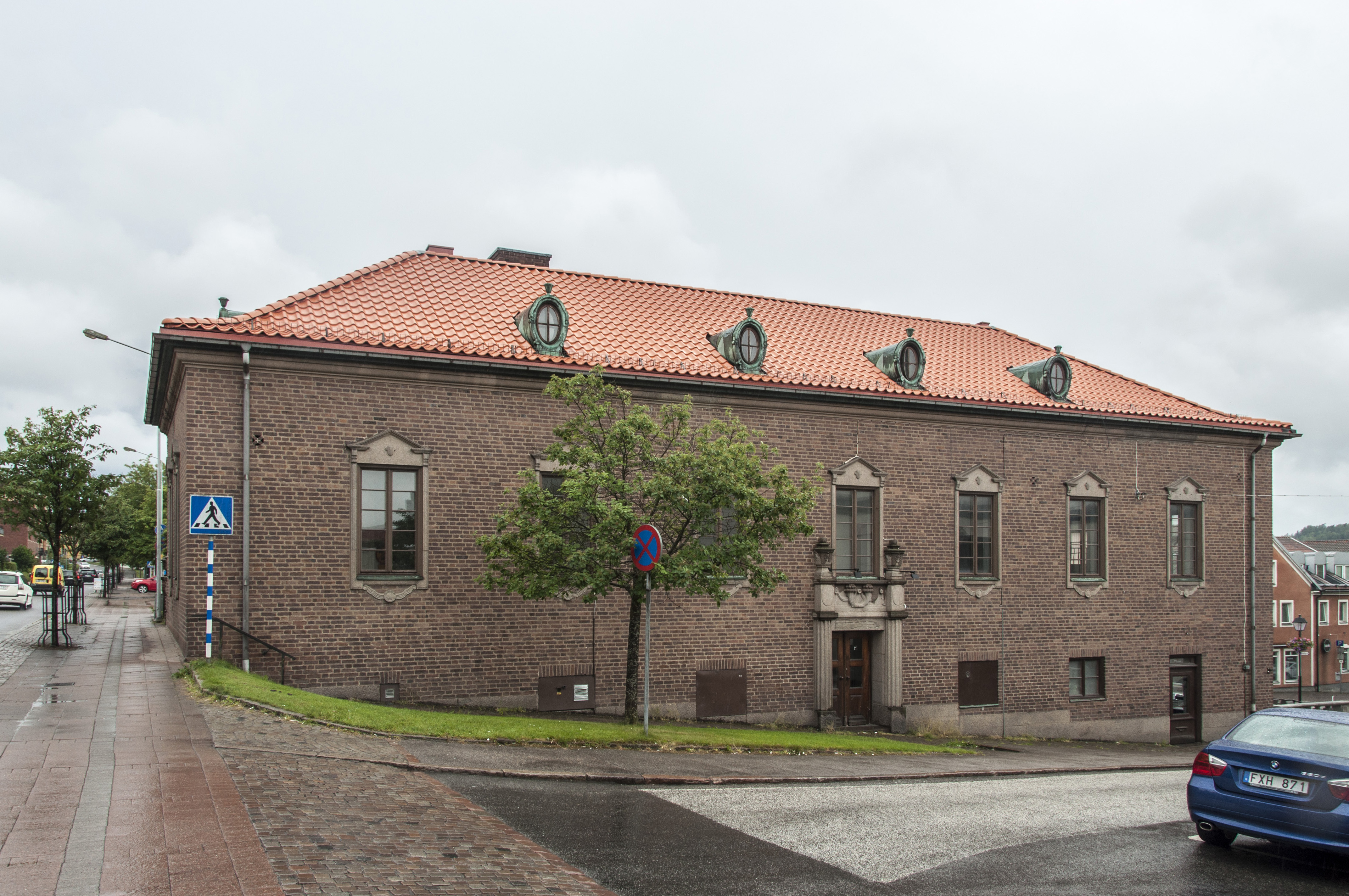
Gamla sparbankshuset i Ulricehamn

Ulricehamns Sparbank är en sparbank med verksamhet i Ulricehamns kommun. Banken lyder under sparbankslagen och är formellt fristående, men genom samarbetsavtal står man Swedbank nära. Grundandet av en sparbank i Ulricehamn beslöts vid ett sammanträde på rådhuset den 12 mars 1852. 1948 fick banken sitt nuvarande namn. Affärsvolymen var 2019 runt 15 miljarder kronor och man har bankkontor i Ulricehamn.